# Olivier Echouafni
Olivier Echouafni (Menton, 13 september 1972) is een voormalig Franse voetballer (middenvelder), die na zijn actieve loopbaan het trainersvak instapte. Sinds 1 juli 2014 is hij hoofdcoach van de Franse club FC Sochaux, waar hij Hervé Renard opvolgde.